# Asafetyda

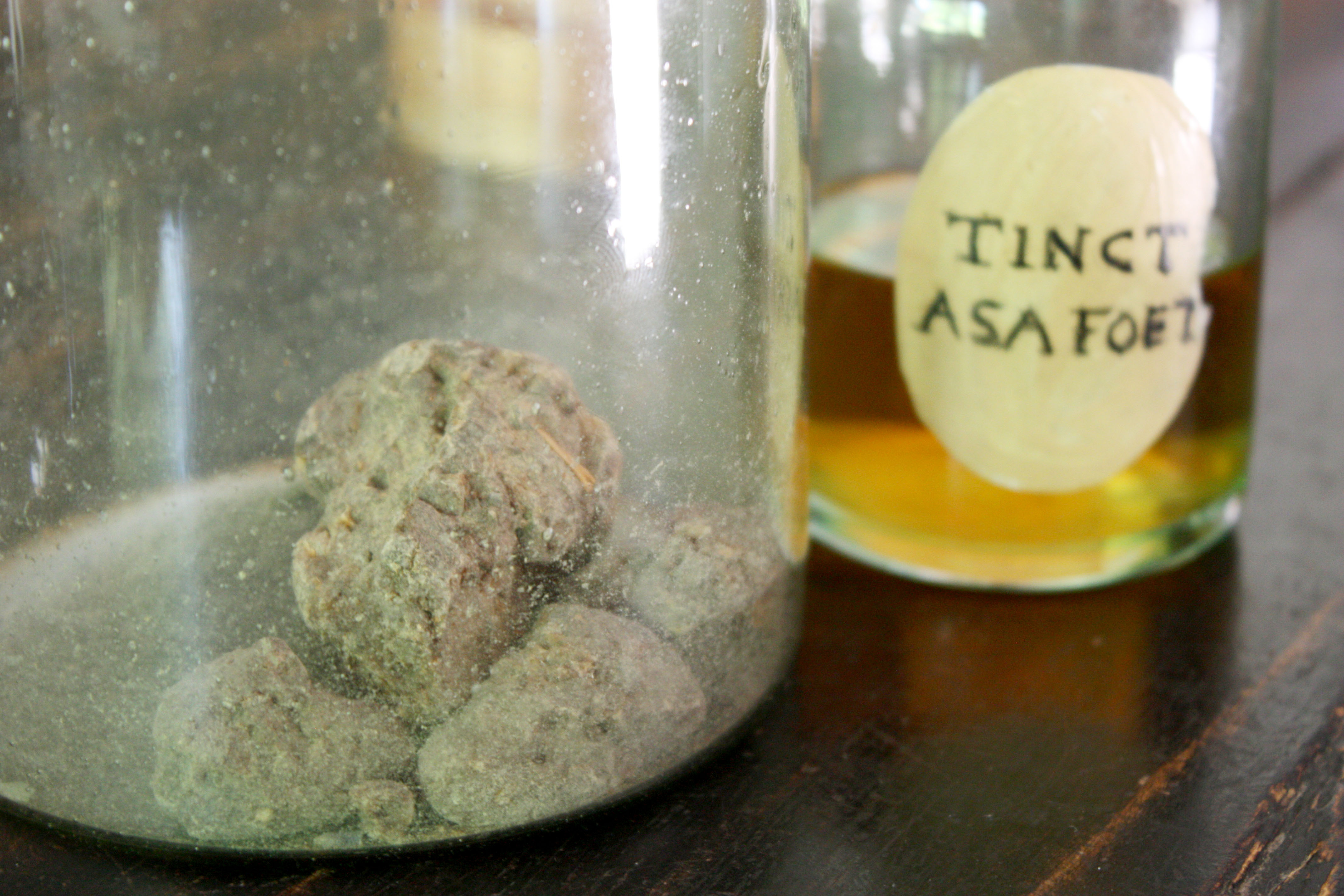
Asafetyda

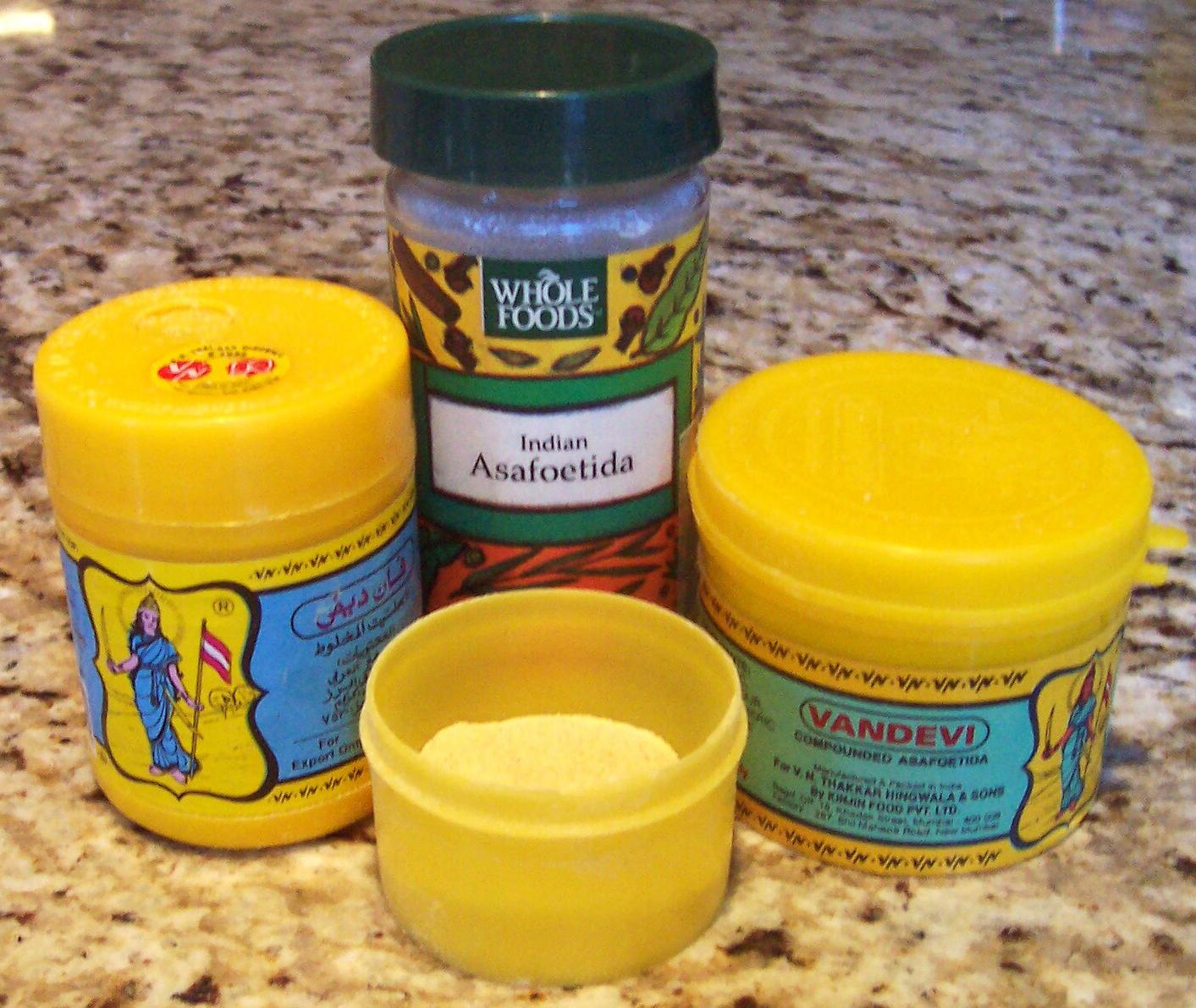
Handlowa wersja sproszkowanej asafetydy

Asafetyda (asafetida; hin. हींग , trl. hīng) – gumożywica otrzymywana z korzeni i kłączy zapaliczki cuchnącej (Ferula assa-foetida), występującej w północnych Indiach, Iranie i Afganistanie. W Polsce nazywana czarcim łajnem lub smrodzieńcem. W j. angielskim asafoetida lub stinking gum (dosłownie: „śmierdząca guma”).

## Sztuka kulinarna
Współcześnie, głównie na Wschodzie, asafetyda znajduje zastosowanie jako przyprawa. Wchodzi w skład wielu masal – mieszanek przyprawowych charakterystycznych dla kuchni indyjskiej. Gdy występuje w postaci zlepków żywicy, wymaga starcia przed użyciem. Dostępna również w formie proszku – sproszkowana i wymieszana z białą mąką. 
Ma intensywny, charakterystyczny zapach, porównywany z cebulowym, choć ma bardziej subtelny aromat. Ze względu na mocny zapach używa się jej w niewielkich ilościach. Intensywny nieprzyjemny zapach znika podczas gotowania. W Indiach używana jest przez osoby, które ze względów religijnych nie spożywają cebuli lub czosnku. W Europie najczęściej stosowana w kuchni wegetariańskiej.